# Мелдрам, Колин
Колин Джордж Мелдрам (англ. Colin George Meldrum; 26 ноября 1975, Килмарнок) — шотландский футболист, вратарь и тренер.

## Карьера

### Игрок
Воспитанник футбольной школы «Килвиннинг Рейнджерс». Первый профессиональный контракт заключил с футбольным клубом «Килмарнок». В команде из родного города Колин Мелдрам отыграет почти десять лет и добъётся главного успеха в своей карьере став обладателем Кубка Шотландии в 1997 году.
Несмотря на невысокий рост Колин был основным вратарём в молодёжной сборной Шотландии. В двух матчах из шести в составе сборной Мелдрам сохранил ворота в неприкосновенности.

### Тренер
После завершения спортивной карьеры Колин Мелдрам присоединился к футбольному клубу «Селтик» в 2011 году. На протяжении десяти лет работал с детскими и юношескими командами академии «Селтика». В 2021 году стал тренером вратарей в молодёжной команде.
До прихода в «Селтик» Мелдрам работал тренером вратарей в футбольных клубах «Мотеруэлл» и «Абердин».

## Достижения
- «Килмарнок»
  - Обладатель Кубка Шотландии: 1996/97